# 斋堂水库
39°57′39″N 115°40′26″E / 39.9608408°N 115.6739281°E
斋堂水库是位于北京市门头沟区西斋堂镇的水库。拦截清水河。
1974年建成，總庫容量為5420萬立方米，现为4602萬立方米。汛限水位453米。控制流域面积345平方公里。有主坝、溢洪道、输水管道和泄洪洞。主坝为碾压式粘土斜墙土坝，最大坝高58.5米，坝顶长380米，宽5米。